# Budišić
Budišić (cyr. Будишић) – wieś w Serbii, w okręgu maczwańskim, w gminie Mali Zvornik. W 2011 roku liczyła 219 mieszkańców.